# Dlouhý hřeben
Dlouhý hřeben är en kulle i Tjeckien. Den ligger i den centrala delen av landet, 40 km väster om huvudstaden Prag. Toppen på Dlouhý hřeben är 519 meter över havet.
Terrängen runt Dlouhý hřeben är huvudsakligen kuperad, men söderut är den platt.Runt Dlouhý hřeben är det ganska tätbefolkat, med 80 invånare per kvadratkilometer. Närmaste större samhälle är Beroun, 14,3 km öster om Dlouhý hřeben. I omgivningarna runt Dlouhý hřeben växer i huvudsak blandskog.